# Gamberale

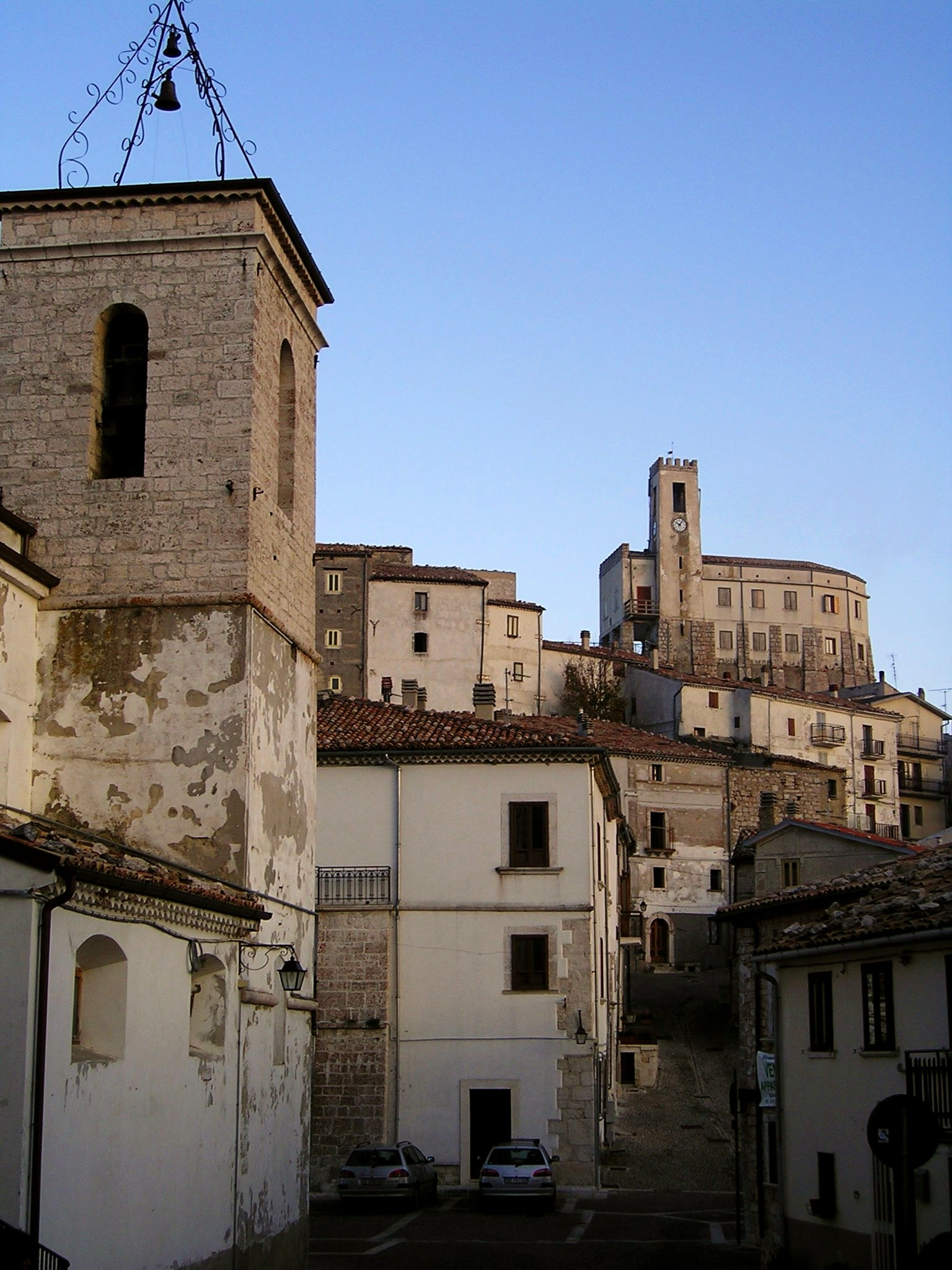
Gamberale (oben das Castello di Gamberale)

Gamberale ist eine italienische Gemeinde (comune) mit 273 Einwohnern (Stand: 31. Dezember 2023) in der Provinz Chieti in den Abruzzen. Sie liegt etwa 49 Kilometer südlich von Chieti am Nationalpark Majella, gehört zur Comunità Montana Medio Sangro und grenzt unmittelbar an die Provinzen Isernia (Molise) und L’Aquila.